# Equação química
Equação química é a representação simbólica de uma reação química. Em uma equação química, as substâncias que reagem são chamadas reagentes, as substâncias formadas são denominadas produtos.

## Simbologia
Por convenção, os reagentes ficam do lado esquerdo da seta e os produtos no lado direito. Os reagentes e os produtos são separados por uma seta ({\displaystyle {\ce {->}}}), que por sua vez indica a direção da reação, da seguinte maneira:
{\displaystyle {\ce {Reagentes -> Produtos}}}
Na presença de mais de uma substância como reagente ou produto, as substâncias são separadas pelo sinal de soma {\displaystyle {\ce {+}}}, indicando que os reagentes precisam estar obrigatoriamente em contato para que a reação ocorra e que os produtos sejam formados simultaneamente.
Na escrita de uma equação química deve ser informado o estado físico que cada substância se encontra na reação. Cada estado é indicado por uma letra entre parênteses: estado sólido por {\displaystyle {\ce {(s)}}}; o líquido por {\displaystyle {\ce {(l)}}}; e o gasoso é representado por {\displaystyle {\ce {(g)}}}. Outros símbolos como {\displaystyle {\ce {(aq)}}} e (v) significam, respectivamente, que a substância está em meio aquoso e que está na forma de vapor. Há, também, a proporção das substâncias que é indicada pelos coeficientes estequiométricos, que são os números que aparecem em frente à fórmula química de cada substância. Cabe ressaltar que quando o coeficiente for o número um, o mesmo não é indicado.
Exemplo: Neutralização de ácido clórico com hidróxido de Sódio
{\displaystyle {\ce {{NaOH_{(}s)}+{HCl_{(}l)}->{NaCl_{(}aq)}+{H2O_{(}l)}}}}

## Lei de Lavoisier

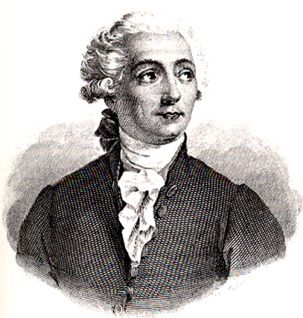
Retrato de Antoine Lavoisier

Elaborada pelo renomado químico francês Antoine Lavoisier, a lei da conservação da massa pode ser resumida na famosa frase;
"Na natureza, nada se cria, nada se perde, tudo se transforma."
Isto é, a quantidade de massa e o número de partículas de cada elemento não se altera em reações químicas.

### Exemplo
Quando aplicada em exemplos como na reação de formação da água, essa lei implica que o número e proporção de partículas de hidrogênio e oxigênio deve ser a mesma entre produtos e reagentes. Ao deparar-se com a seguinte equação:
{\displaystyle {\ce {{H2_{(}g)}+{O2_{(}g)}->{H2O_{(}l)}}}};
percebe-se que está incompleta, já que não obedece à Lei de Lavoisier.
Para solucionar esse problema, multiplica-se por dois o número de moléculas de hidrogênio, resultando em quatro átomos de hidrogênio ({\displaystyle {\ce {H}}}); e por dois o número de moléculas de água, obtendo-se dois átomos de oxigênio ({\displaystyle {\ce {O}}}).
{\displaystyle {\ce {2{H2_{(}g)}+{O2_{(}g)}->2{H2O_{(}l)}}}}
Assim, a equação fica balanceada, porque contém o mesmo número de átomos de cada elemento em ambos os lados da equação.